# Sprinkange
Sprinkange (franska) (luxemburgiska: Sprénkeng lyssna (fil), tyska: Sprinkingen) är en ort i kantonen Capellen i sydvästra Luxemburg. Den ligger i kommunen Dippach, cirka 12,5 kilometer sydväst om staden Luxemburg. Orten har 551 invånare (2022).